# فریگیت کلاس مجیشن
فریگیت کلاس مجیشن (به انگلیسی: Magicienne-class frigate) یک کلاس از کشتی است که طول آن 44.2 metres می‌باشد.